# Cancho Roano
Cancho Roano is een archeologische site in de Spaanse gemeente Zalamea de la Serena. Het is een van de best bewaarde sites van de Tartessische beschaving.
In 1978 begon men aan de opgraving van het gebouw, onder leiding van archeoloog Joan Maluquer de Motes, die deze verderzette tot aan zijn dood. Sinds 1986 is het officieel geclassifieerd als nationaal monument, waarbij middelen werden vrijgemaakt voor de plaatsing van een eerste overkapping van de site. Deze overkapping moest watererosie van de lemen muren voorkomen. Het einde van de opgraving naderend, werd een bezoekerscentrum opgericht en in het jaar 2000 een nieuwe overkapping geplaatst. Recentelijk werd echter vastgesteld dat de muren, die meer dan 2000 jaar onder grond hebben gezeten, toch opnieuw worden aangetast door watererosie.
Door C14-datering van enkele gevonden stukken hout kon men het gebouw situeren in de vijfde eeuw voor Christus. Na verbouwingen door de jaren heen, is het gebouw uiteindelijk in 370 voor Christus verwoest door een brand.
Over de functie van Cancho Roano bestaat er onzekerheid. Na zowel de indeling van het gebouw te vergelijken met gelijkaardige constructies, als de gevonden artefacten en de ligging van het gebouw te analyseren, oppert men zowel de mogelijkheid van een heiligdom, een handelspost of een paleis. Het is echter mogelijk dat de functie van het gebouw na verloop van tijd veranderde.
De site is voor publiek toegankelijk, samen met het nabij gelegen bezoekerscentrum.